# زابون ضد مفوضي الإيرادات
كانت قضية زابون وغيليغان ضد مفوضي الإيرادات وآخرون (بالإنجليزية: Zappone & Gilligan v. Revenue Commissioners & Ors)‏ [2006] IEHC 404 (المعروف أيضًا باسم قضية KAL) إحدى قضايا المحكمة العليا الأيرلندية التي كانت واحدة من الأحداث الرئيسية الأولى في النقاش حول الاعتراف بزواج المثليين في جمهورية أيرلندا. سعت المدعيتان كاثرين زابون وآن لويز غيليغان دون جدوى للاعتراف الأيرلندي بزواجهما المثلي الكندي.
ساعدت هذه القضية على دفع قانون الشراكة المدنية وبعض الحقوق والواجبات للشركاء المتساكنين 2010، وكذلك التعديل الرابع والثلاثون للدستور الأيرلندي الذي سمح بقانون الزواج 2015، الذي قنن زواج المثليين في جمهورية أيرلندا.

## القضية

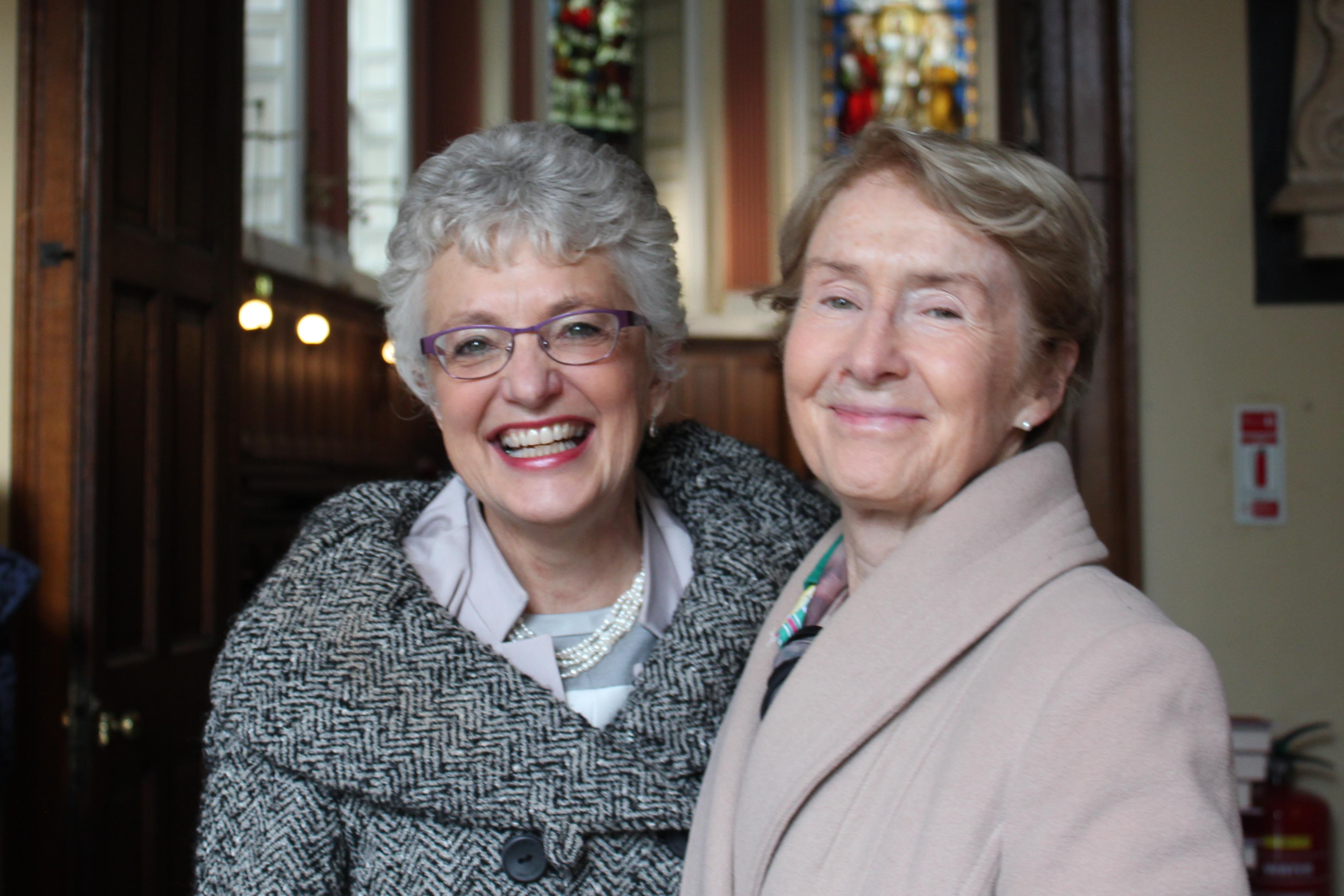
كاثرين زابوني وآن لويز غيليغان في قداس في كنيسة كلية الثالوث، في دبلن في 16 نوفمبر 2014.

في نوفمبر 2004، منحت المحكمة العليا للزوجتين المثليتين كاثرين زابون وآن لويز غيليغان (K & AL) الإذن لاستكمال دعوى قضائية للحصول على اعتراف أيرلندي بزواجهما في فانكوفر في سبتمبر 2003 من أجل تقديم الإقرارات الضريبية المشتركة في أيرلندا. أشار رئيس المحكمة ليام ماككني إلى أن القضية مهمة وستتضمن قضايا بعيدة المدى تمس العديد من جوانب المجتمع. جادل المحامي الرئيسي، جيرارد هوغان، بأنه لا الدستور الأيرلندي لعام 1937 ولا القوانين الضريبية الحديثة تحدد بشكل محدد الزواج بين رجل واحد وامرأة واحدة. بعد تأخير، أعلنت الحكومة في أبريل 2005 أنها ستطعن في القضية على أساس نصيحة من المدعي العام بأنها ستنتصر فيها. جذبت القضية تغطية إعلامية في صحيفة بوسطن غلوب، وإجراء الزوجتين لمقابلة في البرنامج الحواري «ليت ليت شو». في كتابتها عن بداية القضية، كتبت سيارا دواير من جريدة ذي آيرش انديبنتنت «لقد صُدموا لأن كل ما ادخروه من أجله يمكن أن ؤسقط. عندما اتصلوا بالإيرادات لأول مرة مع استفساراتهم، كان مسؤولو الضرائب في حيرة من أمرهم. نعم، لقد تزوجا - ولكن كان زواجا مثليا. اعتقدت الزوجتان أن الوقت قد حان للقتال من أجل قضيتهم. 'إنه أمر مغضب للغاية' قالت كاثرين.»
ومثل الزوجتان مايكل ام. كولينز، وجيريارد هوغان، (عُيِّن لاحقًا في المحكمة العليا في عام 2010 وفي محكمة الاستئناف في عام 2014، وفي محكمة العدل الأوروبية في عام 2018)، وإيفانا باسيك (انتُخبت لاحقًا لمجلس الشيوخ الأيرلندي في 2007).
تم الاستماع إلى القضية في الفترة من 3 إلى 13 أكتوبر 2006 وتم إصدار الحكم في 14 ديسمبر 2006. وجدت القاضية «إليزابيث دون» أنه على الرغم من «وثيقة حية»، فإن دستور أيرلندا كان يعني دائما أن يكون الزواج بين رجل وامرأة، وأن التعاريف المستخدمة في قانون التسجيل المدني لعام 2004 كانت تعبيرا عن المواقف الحالية للدولة وأنها لا تجد أي سبب لتغيير ذلك. علاوة على ذلك، وجدت أن الدستور لم ينتهك حقوق المدعين بموجب القانون الأوروبي. ومع ذلك، قال الحكم إن الموضوع في الأخبار كثيرًا وأن هناك بلا شك صعوبات للشركاء المثليين والشركاء المغايرين غير المتزوجين و «من المأمول ألا يكون قدوم التغييرات التشريعية لتخفيف هذه الصعوبات طويل الأمد في المستقبل. وفي النهاية، يتعين على الهيئة التشريعية تحديد مدى إجراء مثل هذه التغييرات». لم تجد القاضية «دون» صراحة أن زواج المثليين سيكون غير دستوري.
في 23 فبراير 2007، تم استئناف القضية أمام المحكمة العليا. عُرضت القضية على المحكمة العليا في عام 2012، على الرغم من إعادتها إلى المحكمة العليا للطعن في عناصر القانون المختلفة، وتحديداً قانون التسجيل المدني لعام 2004 وقانون الشراكة المدنية وبعض الحقوق والواجبات للشركاء المتساكنين 2010.

## التطورات اللاحقة
في عام 2008، نشرت الزوجتان مذكرات مشتركة، بعنوان «حياتنا بصوت عالٍ: في السعي لتحقيق العدالة والمساواة» (بالإنجليزية: Our Lives Out Loud: In Pursuit of Justice and Equality)‏، والتي تناولت بالتفصيل خلفية القضية. كتب مقدمتها الأسقف جنوب الأفريقي ديزموند توتو.
يسمح قانون الشراكة المدنية وبعض الحقوق والواجبات للشركاء المتساكنين 2010 للشريكين المثليين بالدخول في شراكة مدنية. تم ترشيح كاثرين زابون من قبل رئيس الوزراء الأيرلندي إندا كيني كعضوة في مجلس الشيوخ لولاية بدأت في عام 2011.
تم إقرار التعديل الرابع والثلاثين للدستور الأيرلندي في استفتاء في 22 مايو 2015 والذي سمح بعقد الزواج بين شخصين دون تمييز على أساس الجنس. وقد دخل هذا حيز التنفيذ بموجب قانون الزواج 2015. جددت كاثرين زابوني وآن لويز غيليغان وعودهما الزوجية في حفل أقيم في قصر بلدية مدينة دبلن في 22 كانون الثاني/يناير 2016. حضره رئيس أيرلندا، مايكل دي هيغينز، إلى جانب ساسة أيرلنديين آخرين.
في الانتخابات العامة 2016، انتخبت زابون كنائبة في مجلس النواب عن دائرة دبلن الجنوبية الغربية وعينها رئيس الوزراء إندا كيني كوزيرة الأطفال والشباب.
توفيت آن لويز غيليغان في يونيو 2017.